# 15025 Uwontario
15025 Uwontario eller 1998 TX28 är en asteroid i huvudbältet som upptäcktes den 15 oktober 1998 av Spacewatch vid Kitt Peak-observatoriet. Den är uppkallad efter University of Western Ontario.
Den tillhör asteroidgruppen Nocturna.